# Chief learning officer
Chief learning officer (абр. CLO) — керівник, відповідальний за управління талантами та навчанням.

## Визначення
Керівник, відповідальний за управління талантами та навчанням - це керівник який відносить до топ-менеджменту і підпорядковується головному виконавчому директору (англ. Chief Executive Officer, CEO). Часто є членом ради директорів.

## Опис посади
Керівник, відповідальний за управління талантами та навчанням повинен знати:

— законодавчі і нормативні правові акти, методичні матеріали з питань підготовки та підвищення кваліфікації кадрів на виробництві;

— структуру і штати підприємства, профіль, спеціалізацію і перспективи його розвитку;

— кадрову політику та стратегію підприємства;

— основні технологічні процеси виробництва продукції підприємства;

— форми, види і методи професійного навчання;

— порядок розробки планів підготовки, перепідготовки та підвищення кваліфікації кадрів, навчальних планів і програм, іншої навчально-методичної документації;

— порядок оформлення договорів з навчальними закладами;

— порядок складання кошторисів витрат на підготовку і підвищення кваліфікації кадрів та оформлення трудових договорів (контрактів) з викладачами та інструкторами;

— прогресивні форми, методи та засоби навчання;

— порядок фінансування витрат на навчання;

— організацію роботи з профорієнтації і профвідбору;

— систему оплати праці викладачів та інструкторів;

— порядок ведення обліку та складання звітності з підготовки та підвищення кваліфікації кадрів;

— основи педагогіки, соціології та психології;

— основи економіки, організації виробництва, праці та управління;

— трудове законодавство;

— правила і норми охорони праці.

## Обов'язки
- Веде роботу із забезпечення підприємства працівниками потрібних професій, спеціальностей і кваліфікації згідно з рівнем та профілем отриманої ними підготовки та ділових якостей. 

- Керує розробленням перспективних і річних планів комплектування підприємства персоналом з урахуванням перспектив його розвитку, змін складу працюючих у зв'язку з упровадженням нової техніки та технології, механізації і автоматизації виробничих процесів, а також пуском виробничих об'єктів. 

- Бере участь у роботі з прогнозування і визначення потреби в кадрах на основі планів економічного і соціального розвитку підприємства. Контролює питання найму, звільнення, переведення працівників, їх розстановку і правильність використання у підрозділах підприємства. 

- Забезпечує приймання, розміщення молодих працівників згідно з одержаною в навчальному закладі професією і спеціальністю, спільно з керівниками підрозділів і громадськими організаціями здійснює проведення їх стажування та виховної роботи. 

- Систематично вивчає ділові якості та інші індивідуальні особливості працівників підприємства з метою добору кадрів на заміщення посад, які входять у номенклатуру керівника підприємства і створення резерву на висування, здійснює контроль за його оновленням та поповненням, сприяє формуванню складу кадрів керівників із затвердженого резерву. 

- Бере участь в організації підвищення кваліфікації працівників, зарахованих до резерву, підготовці до роботи на керівних посадах. 

- Бере участь в атестації, розробленні заходів щодо реалізації рекомендацій атестаційних комісій, визначає коло працівників, які підлягають черговій та повторній атестації, забезпечує підготовку необхідних документів. 

- Організовує навчальні програми для працівників підприємства

- Забезпечує підготовку документів, необхідних для призначення пенсій працівникам підприємства і їх сім'ям, а також подання їх в органи соціального забезпечення. 

- Організує розроблення і реалізацію заходів, спрямованих на удосконалення керування кадрами на основі впровадження відповідної системи добору, розстановки кадрів, яка забезпечує відбір найбільш підготовлених працівників для ефективного виконання ними своїх обов'язків, профвідбір та профадаптацію кадрів, їх професійно-кваліфікаційне просування. 

- Здійснює методичне керівництво роботою інспекторів з кадрів підрозділів підприємства, контролює виконання керівниками підрозділів постанов, наказів і розпоряджень з питань роботи з кадрами. 

- Вживає заходів щодо удосконалення форм і методів роботи з кадрами. 

- Визначає і узагальнює підсумки роботи з кадрами, аналізує причини плинності, прогулів та інших порушень трудової дисципліни, готує пропозиції щодо усунення виявлених недоліків, закріплення кадрів, вживає заходів щодо працевлаштування вивільнених працівників. 

- Здійснює зв'язок з іншими підприємствами в питаннях добору кадрів. 

- Керує працівниками LO-відділу.